# مسعود آرمات
مسعود آرمات مربی فعلی والیبال و بازیکن سابق تیم ملی ایران است. آرمات به عنوان سرمربی سابقه هدایت تیم‌های سایپا، نوین کشاورز تهران، خاتم اردکان، شهرداری قزوین، پیام‌مشهد و تیم ملی نوجوانان ایران را در کارنامه خود دارد. آرمات در زمان هدایت تیم ملی توسط خولیو ولاسکو در کادرفنی تیم ملی حضور داشت. وی پس از ۵۸ سال موفق شد تیم ملی دانشجویان ایران را برای نخستین بار به مقام قهرمانی مسابقات یونیورسیاد برساند.